# Красные Тарханы
 Красные Тарханы  (тат. Кызыл Тархан) — село в Тетюшском районе Татарстана. Входит в состав Жуковского сельского поселения.

## География
Находится в юго-западной части Татарстана на расстоянии приблизительно 21 км на юго-запад по прямой от районного центра города Тетюши у речки Кильна.

## История
Основано в 1923 году выходцами из сёл Большие Тарханы и Нижние Тарханы.

## Население
Постоянных жителей насчитывалось в 1926 году — 299, в 1938—387, в 1949—200, в 1958—225, в 1970—241, в 1979—163, в 1989—125. Постоянное население составляло 124 человека (татары 98 %) в 2002 году, 108 в 2010.